# Лас-Вегас (Нью-Мексико)
Лас-Ве́гас (англ. Las Vegas) — город в штате Нью-Мексико на юго-западе США. Административный центр округа Сан-Мигель. По данным переписи за 2010 год число жителей города составляло 13 753 человека.
Лас-Вегас был основан в 1835 году после того, как группа поселенцев получила грант на землю от мексиканского правительства.

## Население
| Год переписи | Нас.  |  | %±    |
| ------------ | ----- |  | ----- |
| 1890         | 2312  |  | —     |
| 1900         | 3552  |  | 53,6% |
| 1910         | 3755  |  | 5,7%  |
| 1920         | 4304  |  | 14,6% |
| 1930         | 4719  |  | 9,6%  |
| 1940         | 5941  |  | 25,9% |
| 1950         | 7494  |  | 26,1% |
| 1960         | 7790  |  | 3,9%  |
| 1970         | 7528  |  | −3,4% |
| 1980         | 14322 |  | 90,2% |
| 1990         | 14753 |  | 3%    |
| 2000         | 14565 |  | −1,3% |
| 2010         | 13753 |  | −5,6% |
| 2016         | 13285 |  | −3,4% |

По данным переписи 2010 года население Лас-Вегаса составляло 13 753 человека (из них 49,0 % мужчин и 51,0 % женщин), в городе было 5751 домашнее хозяйство и 3200 семей. На территории города было расположено 6609 построек со средней плотностью 338,9 построек на один квадратный километр суши. Расовый состав: белые — 64,9 %, афроамериканцы — 1,9 %, азиаты — 0,9 %, коренные американцы — 2,1 % и представители двух и более рас — 3,7 %. 80,5 % населения были латиноамериканцами.
Население города по возрастному диапазону по данным переписи 2010 года распределилось следующим образом: 21,5 % — жители младше 18 лет, 7,0 % — между 18 и 21 годами, 56,8 % — от 21 до 65 лет и 14,7 % — в возрасте 65 лет и старше. Средний возраст населения — 37,6 лет. На каждые 100 женщин в Лас-Вегасе приходилось 96,1 мужчин, при этом на 100 совершеннолетних женщин приходилось 93,7 мужчин сопоставимого возраста.
Из 5751 домашнего хозяйства 55,6 % представляли собой семьи: 29,6 % совместно проживающих супружеских пар (9,7 % с детьми младше 18 лет); 18,9 % — женщины, проживающие без мужей и 7,1 % — мужчины, проживающие без жён. 44,4 % не имели семьи. В среднем домашнее хозяйство ведут 2,26 человека, а средний размер семьи — 2,93 человека. В одиночестве проживали 36,7 % населения, 12,1 % составляли одинокие пожилые люди (старше 65 лет).

## Экономика
В 2015 году из 11 112 трудоспособных жителей старше 16 лет имели работу 4129 человек. При этом мужчины имели медианный доход в 35 154 доллара США в год против 24 675 долларов среднегодового дохода у женщин. В 2014 году медианный доход на семью оценивался в 37 162 $, на домашнее хозяйство — в 24 220 $. Доход на душу населения — 15 481 $. 24,3 % от всего числа семей в Лас-Вегасе и 34,4 % от всей численности населения находилось на момент переписи за чертой бедности.